# أبو حمزة المهاجر
عبد المنعم عز الدين علي البدوي المعروف بـ: أبو حمزة المهاجر والمكنى أيضا بـ: أبو أيوب المصري (1968 - 2010) وهو مصري الأصل ولد في مصر بمحافظة الشرقية، مركز أبو كبير، قرية طوخ. انضم في البداية لجماعة الإخوان المسلمين ثم تركها وانضم للجماعة الجهادية التي أسسها أيمن الظواهري في عام 1982م وعمل كمساعد شخصي للظواهري، وفي عام 1999 سافر إلى أفغانستان وٱلتحق بمعسكر الفاروق تحت قياده أسامة بن لادن وهناك تخصص بصناعة المتفجرات حسب تصريحات الجنرال وليام كالدويل المتحدث باسم الجيش الأمريكي بالعراق.
عقب مقتل أبو مصعب الزرقاوي عام 2006م أصبح أبو حمزة المهاجر زعيم تنظيم القاعدة في العراق وقد تم اختياره لاحقاً وزيراً للحرب في دولة العراق الإسلامية ونائب أول لأبو عمر البغدادي أمير دولة العراق الإسلامية.

## تضارب حول شخصيته
كانت القوات الأمريكية في يونيو 2006 قد نشرت صورة قالت إنها لأبي أيوب المصري نائب الزعيم الجديد للقاعدة في العراق، ثم عَلقَتْ السلطات المصرية بأنهُ لا يوجد في سجلاتها هذا الاسم، وربما يكون المقصود هو «شريف هزاع خليفة» وأن كنية «أبو أيوب المصري» أطلقها عليه أصدقائه نظراً لحبه الشديد للصحابي أبو أيوب الأنصاري وأنه عاش فترة في الأردن وبيشاور في باكستان، وإنه وصل إلى درجة الماجستير بعد أن حصل على تعليمه الجامعي في العلوم الإسلامية من المدينة المنورة، وتتلمذ على يد مجموعة من علماء السعودية السلفيين «الذين أجمعوا على أنه خليفة الشيخ الألباني إمام المحدثين في العصر الحديث»، لكن محامي الجماعات الإسلامية في مصر أكد فيما بعد أن «هزاع» معتقل في سجن إستقبال طرة.
بينما قالت زوجة (هزاع) هدى أحمد السيد (أم بلال) لصحيفة «صوت الأمة» المصرية بتاريخ 17 يوليو 2006 أنها صدمت عندما شاهدت بالتلفاز أن زوجها اختارته القاعدة في العراق زعيماً لها وقالت أن زوجها أُعتقل بتهمة بما يسمى الإرهاب منذ سبع سنوات في مصر فكيف يذهب للعراق، وتساءلت «لماذا زوجي بالتحديد، وكيف عرفت به أمريكا، ومن أين حصلوا له على صورة.»

## زواجه وقدومه للعراق
وصَفت حسنة اليمنية زوجة أبو حمزة المهاجر القائد العسكري للقاعدة في العراق، زوجها ب«المتشدد والغامض»، كما أكدت صحيفة «البيان» التي يرأس تحريرها ياسين مجيد مستشار رئيس الوزراء نوري المالكي. وقالت اليمنية التي اعتقلت في المنزل الذي دهمته القوات المشتركة في الثرثار (جنوب غرب تكريت) في 19 أبريل 2010 إن المصري «اتهمها مرة بأنها عدوة الدولة الإسلامية لأنها سألته اين دولة العراق الإسلامية التي تتحدثون عنها ونحن نسكن هنا في الصحراء؟».
وقالت حسنة أنها تزوجت من المصري في صنعاء عام 1998 ولها منه ثلاثة أطفال، مؤكدة أن اسمه الحقيقي هو عبد المنعم عز الدين علي البدوي لكنه دخل اليمن بجواز مصري مُزور باسم (يوسف حداد لبيب)، ومارس التعليم خارج العاصمة، وكان يبقى في القرية أكثر من شهر ويتردد عليها ليوم أو يومين. وأضافت أنه سبقها في الوصول إلى بغداد عبر دولة الإمارات ولحقت به قادمة من عمان عام 2002 ومكثا في الكرادة سبعة أشهر وفي العامرية ستة شهور، ثم انتقلا إلى منطقة بغداد الجديدة، وفي هذا الوقت من عام 2003 سقط نظام صدام حسين.
وأكدت أنها لم تعرف أن زوجها هو أبو أيوب المصري إلا بعد أن قُتل أبو مصعب الزرقاوي عام 2006. وأوضحت حسنة أنها «كانت تستمع إلى الأخبار من راديو صغير وتسأله عن أسباب قتل الناس والاطفال فلا يجيبها». وأضافت في اعترافاتها أنه «عندما خرج من بغداد استأجر بيتاً في أحد بساتين ديالى وبعد شهر انتقل منه إلى بيت في مكان تجهله، وهو عبارة عن منزل بطابقين وأن القوات الأمريكية هاجمت المنزل وقتلت الشخص الذي يقيم في الطابق العلوي وقبضت على زوجته (يمنية الجنسية أيضاً) ثم أطلقت سراحها بعد يوم واحد. وأوضحت أن زوجها «نجا من الهجوم وهربنا إلى الفلوجة أنا وهو وزوجة القتيل، وبعد معركة الفلوجة الثانية غادرنا إلى زوبع في أبو غريب وفي عام 2007 سكنا الثرثار وتنقلنا في أكثر من مكان إلى أن تم اكتشاف المكان ومهاجمته وقتله مع أبو عمر البغدادي».

## تخفيض قيمة أبو حمزة المهاجر "لانتفاء أهميته
قالت صحيفة "مارين تايمز Marine Times" الناطقة باسم قوات المارينز الأميركية، إن إدارة بوش الابن خفضت مكافأتها التي وضعتها على زعيم القاعدة في العراق أبو حمزة المهاجر من 5 ملايين دولار إلى 100.000 دولار، لأنها تشعر أنه فقد فاعليته ولم يعد يستحق مبلغا بهذا القدر. وبعدها أُلغي تماما من برنامج مكافآت العدل التابع لوزارة الخارجية الأميركية التي تمنح لأشخاص يقدمون معلومات تقود إلى قتل أو اعتقال وإدانة إرهابيين مطلوبين." ونقلت الصحيفة عن النقيب البحري، جيمي غريبيل، وهو متحدث باسم القيادة المركزية الأميركية، قوله إن الجيش الأميركي "يراجع دوما معلومات إستخبارية وعوامل أُخرى يقيم على أساسها مستوى المكافأة الموضوعة على أولئك الموضوعين على قوائم المطلوبين." مضيفا أن التقييم الحالي بشأن المصري، هو انه "لم تعد له قيمة كما كان سابقا." ووضع المصري على قائمة برنامج مكافآت العدل الخاص بالمطلوبين، وبمبلغ تعدى خمسة ملايين دولار في العام 2006، بعد أن تم تشخيصه كخليفة لأبي مصعب الزرقاوي في قيادة تنظيم القاعدة في العراق، وما بين كانون الثاني يناير وآب أغسطس من العام 2007، قررت وزارة الخارجية الأمريكية تخفيض المكافأة إلى مليون دولار من دون أن تعلن عن ذلك، ثم ألغي من القائمة تماما في شباط فبراير الماضي، وأعلن مساء أمس عن تخفيضها إلى 100 ألف دولار، بحسب الصحيفة. وقال المتحدث للصحيفة في اتصال هاتفي إن "قيمة هذا الرجل لم تعد كما كانت في العام الماضي، وأن تقييمنا قادنا إلى الاعتقاد بأنه لم يعد قائدا فاعلا في أرض المعركة... ولهذا السبب لم تعد له قيمة بالنسبة لنا."
على الصعيد نفسه، نقلت الصحيفة العسكرية عن المتحدث باسم الخارجية الأميركية، شن ماكورماك، قوله إن "قرار إلغاء المصري من القائمة، خطوة رأى فيها بعض المسؤولين أنها ستساعد جهودهم في إلقاء القبض عليه. وتابعت الصحيفة قولها إن مسؤولين عراقيين اعتقدوا في الأسبوع الماضي بأنهم ألقوا القبض على المصري في الموصل، إلا أن مسؤولين أميركيين قالوا في ما بعد إن الشخص المعتقل هو آخر يشبهه بالإسم. وكانت وزارة الداخلية العراقية قالت في وقت سابق إن شخصاً أُعتقل في الموصل مساء الخميس الماضي، هو زعيم تنظيم القاعدة في العراق الملقب بأبو حمزة المهاجر، حسب التحقيقات الأولية التي أجرتها استخبارات الوزارة مع استخبارات القوات متعددة الجنسيات. فيما نفى المتحدث باسم الحكومة العراقية علي الدباغ حينها، ومعه مستشار اعلامي في القوات المتعددة الجنسيات، ان يكون الشخص المعتقل هو أبو أيوب المصري، والذي يعرف أيضا باسم أبو حمزة المهاجر، والذي تولى زعامة تنظيم القاعدة في العراق خلفاً لأبي مصعب الزرقاوي الذي قتل في غارة أمريكية في حزيران يونيو من عام 2006 ببلدة صغيرة في محافظة ديالى شمال شرق العاصمة بغداد.

## مقتله وتأكيد الخبر
وقال المالكي إن الجيش الأميركي بالعراق أجرى اختبارات الحمض النووي على الجثتين، علما بأن الجيش الأميركي قام لاحقا بتأكيد الخبر في بيان قال فيه إن «مقتل هذين الإرهابيين قد يشكل ضربة قاصمة للقاعدة في العراق». كما أكد تنظيم دولة العراق الإسلامية مقتله مع أبو عمر البغدادي.

## بيان نعي
أصدرت فيما بعد دولة العراق الإسلامية بيان تنعي فيه مقتل كلا من أبو عمر البغدادي وأبو حمزة المهاجر وتنفي خلاله تصريحات المالكي بشأن مقتلهم خلال عملية برية للجيش العراقي وأوضح البيان بأن كلا الشيخان كانا في منزل بمنطقة الثرثار أعدوه للاجتماع بقادة جماعة جيش أبي بكر الصديق السلفي بشأن دعوتهم للانضمام تحت راية دولة العراق الإسلامية وصادف وقتها مرور دورية للجيش العراقي بالمنطقة فاشتبكت معها مفارز الحماية المكلفة بتأمين مقر الاجتماع وأجبرتهم على الانسحاب مما حدا ذلك بتدخل المروحيات الأمريكية التي قذفت عدة منازل كان من ضمنها المنزل المعد للاجتماع.

## مؤلفاته
- النبي القائد
- الدولة النبوية
- هموم وآلام (ديوان شعري)
- زاد المجاهد
- الوصية الثلاثينية [3]